# Liste der Monuments historiques in Saint-Blaise-la-Roche
Die Liste der Monuments historiques in Saint-Blaise-la-Roche führt die Monuments historiques in der französischen Gemeinde Saint-Blaise-la-Roche auf.

## Liste der Objekte
| Bezeichnung                  | Beschreibung                                        | Standort                       | Kennzeichnung | Schutzstatus | Datum | Bild |
| ---------------------------- | --------------------------------------------------- | ------------------------------ | ------------- | ------------ | ----- | ---- |
| Kleine Glocke (Franziskus)   | Bronze, 1818 gegossen                               | in der Kirche St-Blaise (Lage) | PM67001741    | Inscrit      | 1996  |      |
| Mittlere Glocke (Johanna)    | Bronze, im An X gegossen (1801/02)                  | in der Kirche St-Blaise (Lage) | PM67001739    | Inscrit      | 1996  |      |
| Große Glocke (Marianne)      | Bronze, 1818 gegossen                               | in der Kirche St-Blaise (Lage) | PM67001740    | Inscrit      | 1996  |      |
| Skulptur Gregor der Große    | Holz, farbig gefasst und vergoldet, 17. Jahrhundert | in der Kirche St-Blaise (Lage) | PM67001361    | Inscrit      | 1999  |      |
| Skulptur Heiliger Hieronymus | Holz, farbig gefasst, 17. Jahrhundert               | in der Kirche St-Blaise (Lage) | PM67001360    | Inscrit      | 1999  |      |